# Loricaster rotundus
Loricaster rotundus là một loài bọ cánh cứng trong họ Clambidae. Loài này được Grigarick & Schuster miêu tả khoa học đầu tiên năm 1961.